# Yordanos Abay
Yordanos Abay (tiếng Amhara: ዮርዳኖስ ዓባይ, tiếng Ả Rập: يوردانوس أباي, sinh ngày 28 tháng 3 năm 1984) là một cầu thủ bóng đá người Ethiopia thi đấu cho EEPCO F.C. tại Ethiopia, ở vị trí tiền đạo.

## Sự nghiệp

### Sự nghiệp câu lạc bộ
Abay thi đấu cho nhiều đội bóng ở Ethiopia, Hà Lan, và Yemen, gồm Dire Dawa Railway, EEPCO, Vitesse Arnhem, Ethiopian Coffee và Al-Saqr.

### Sự nghiệp quốc tế
Abay từng thi đấu tại Giải vô địch bóng đá trẻ thế giới 2001, and ra mắt that same year. Anh từng góp mặt tại Vòng loại Giải vô địch bóng đá thế giới.